# Amblyglyphidodon ternatensis
Amblyglyphidodon ternatensis és una espècie de peix de la família dels pomacèntrids i de l'ordre dels perciformes. Els mascles poden assolir els 10 cm de longitud total. Es distribueix des d'Indonèsia fins a Salomó, les Illes Ryukyu i zones de Micronèsia.